# Achille Luchaire
Denis Jean Achille Luchaire, född 4 oktober 1846, död 13 november 1908, var en fransk historiker.
Luchaire blev professor i historiska hjälpvetenskaper i Paris 1885 och efterträdde 1889 Fustel de Coulanges som professor i medeltidens historia. Från början var han språkforskare och specialist på baskiska dialekter, men övergick senare till forskningar i den äldre medeltidens historia. Luchaires arbeten blev av grundläggande betydelse för kännedomen om den franska nationens expansion och kungamaktens framväxande under de äldre kapetingerna. 
Bland hans arbeten märks Études sur les idiomes pyrénéens de la région française (1877), Histoire des institutions monarchiques de la France sous les premiers Capétiens 987-1180 (2 band, 2:a upplagan 1891), Les communes française à l'époque des Capétiens directs (1890), Innocent III (6 band, 1905-08) och La société française au temps de Philippe Auguste (1909).